# Lluís Casanovas i Borrell
Lluís Casanovas i Borrell (La Pobla de Segur, 1 de març del 1878 – 12 d’abril de 1968) va ser un metge i historiador català. Va ser nomenat metge titular de la Pobla el 14 de setembre del 1911, càrrec que va ocupar fins al 1948 com a titular i metge de la Seguretat Social. Va continuar exercint, però, fins al 1956 a l'edat de 78 anys.
A Barcelona, acudia amb freqüència al Centre Excursionista de Catalunya on coincidí amb el també poblatà Ceferí Rocafort. El 1907 fou nomenat Soci Delegat del Centre Excursionista de Catalunya, per la zona del Pallars. En paral·lel, va col·laborar en diverses publicacions de l’època, “La Veu del Segre”, “La Veu del Pirineu”, “El País” de Lleida, “Las Noticias”, “La Vanguardia” de Barcelona, “La Veu de Catalunya”, “La Mañana”, la revista “Labor”, “El Pallars”, etc. Participant-hi amb articles de diferents caires: històric, geogràfic, monumental, cultural, etnogràfic, costumista, folklòric, etc. A més, col·laborà amb Mossèn Antoni Maria Alcover en la confecció del Diccionari Català-Valencià-Balear, i va mantenir una estreta relació amb l’arqueòleg Joan Maluquer de Motes i amb l’escultor Joan Borrell i Nicolau.
El 1920 accedeix a la presidència de la societat El Comú de Particulars, ocupant-se de la creació de la Biblioteca Pública del Comú, la primera que es coneixia a la comarca, i de la construcció de la nova escola: el Col·legi Públic Els Raiers. El 1926, va fundar-se el Patronat de Cultura del Comú de Particulars, organisme que va presidir des dels seus inicis fins a la seva mort el 1968.
El 1931 quan el President Francesc Macià passà per Tremp, mentre feia campanya per l'Estatut d’Autonomia de Catalunya a tot el territori, ell s'hi desplaçà i el convencé que l’acompanyès a la Pobla on l’esperava tot el poble.
Acabada la Guerra Civil, va continuar amb les seves activitats culturals, reorganitzant la Biblioteca del Comú, juntament amb en Jesús Forga, amb qui compartiren altres iniciatives. Entre els anys 1948 i 1958, promogué exposicions d'art, biennals de pintura, certàments literaris, etc. Per exemple, la Festa de les Lletres a La Pobla, a la qual participaren Enric Porta i Concepció G. Maluquer, entre d'altres. El 18 de juny de 1958, Casanovas va presentar públicament el seu llibre La Pobla de Segur - Notes històriques.
A la Pobla de Segur, se li dedicà el carrer «Doctor Casanovas», entre l’avinguda Sant Miquel del Pui i el Carrer Bellavia.